# Dicrania santarema
Dicrania santarema är en skalbaggsart som beskrevs av Frey 1972. Dicrania santarema ingår i släktet Dicrania och familjen Melolonthidae. Inga underarter finns listade i Catalogue of Life.